# Équipe du Belize féminine de football
Cet article traite de l'équipe féminine. Pour l'équipe masculine, voir Équipe du Belize de football.
Maillots
L'équipe du Belize féminine de football est l'équipe nationale qui représente le Belize dans les compétitions internationales de football féminin. Elle est gérée par la Fédération du Belize de football.
Les Béliziennes n'ont jamais disputé une phase finale d'une compétition majeure de football féminin, que ce soit le Championnat féminin de la CONCACAF, la Coupe du monde ou les Jeux olympiques.